# Gerald Vogler
Gerald Vogler (* 31. Mai 1974) ist ein österreichischer Basketballtrainer und ehemaliger -spieler.

## Laufbahn
Vogler spielte in der Basketball-Bundesliga für den UBC Mattersburg, der 1,84 Meter große Aufbauspieler war in Mattersburg lange Mannschaftskapitän und insbesondere für seine Stärken in der Verteidigung bekannt.
2003 übernahm Vogler beim Zweitligisten UBBC Güssing das Traineramt In der Saison 2005/06 führte er Güssing zum Aufstieg in die Bundesliga und wurde hernach als Trainer des Jahres im Burgenland ausgezeichnet. Im Anschluss an das Spieljahr 2009/10 verließ Vogler, der zeitweise zusätzlich Co-Trainer der Nationalmannschaft war, die Güssinger, um eine Basketball-Auszeit zu nehmen. Ende Februar 2011 übernahm er den Trainerposten beim Bundesligisten Fürstenfeld Panthers als Nachfolger von Bob Gonnen. Vogler blieb in Fürstenfeld bis zum Ende der Saison 2011/12 im Amt. Im Sommer 2012 betreute er die österreichische U18-Nationalmannschaft als Cheftrainer bei der B-Europameisterschaft in Sarajevo.
Vogler absolvierte während seiner Basketballkarriere an der Universität Wien ein Jusstudium, 2010/11 bestand er die Rechtsanwaltsprüfung, später ließ er sich in Mattersburg als Rechtsanwalt nieder.